# Dymorphocosmisoma
Dymorphocosmisoma is een kevergeslacht uit de familie van de boktorren (Cerambycidae). De wetenschappelijke naam van het geslacht werd voor het eerst geldig gepubliceerd in 1918 door Pic.

## Soorten
Dymorphocosmisoma is monotypisch en omvat slechts de volgende soort:
- Dymorphocosmisoma diversicornis Pic, 1918